# 11051 Racine
För andra betydelser, se Racine (olika betydelser).
11051 Racine eller 1990 VH12 är en asteroid i huvudbältet som upptäcktes den 15 november 1990 av den belgiske astronomen Eric W. Elst vid La Silla-observatoriet. Den är uppkallad efter den franske dramatikern Jean Racine.
Asteroiden har en diameter på ungefär 7 kilometer.